# جيم أندرو
جيم أندرو (29 مايو 1937 في المملكة المتحدة - 14 يوليو 1996 في باربادوس) (بالإنجليزية: Jim Andrew)‏ هو لاعب كريكت بريطاني. لعب مع نادي مقاطعة غلوستر للكريكت ‏.

## وصلات خارجية
- جيم أندرو على موقع إي آس بي آن كريك إنفو (الإنجليزية)